# Pfeifer István
Pfeifer István (Pest, Terézváros, 1840. szeptember 1.–Budapest, 1909. április 2.) pesti könyvkereskedő, bérháztulajdonos, a Magyar Könyvkereskedők Egylete tagja.

## Családja és származása
Római katolikus polgári családban született. Édesapja idősebb Pfeifer Ferdinánd (1803–1849), pesti polgár, pékmester, édesanyja Neubauer Magdolna (1807–1868) volt. Idősebb Pfeifer Ferdinánd pékmester 1831. január 17.-én szerzett pesti polgári jogot; 1831. február 11.-én feleségül vette a római katolikus terézvárosi plébánián Neubauer Magdolnát. Bátyja Pfeifer Ferdinánd (1833–1879) magyar könyvkiadó, könyvkereskedő, Magyar Könyvkereskedők Egylete első elnöke.

## Élete
1879-ben Pfeifer Ferdinánd könyvkereskedő halála után, örökös hiányában öccse, Pfeifer István teljesen átvette az üzletet, aki akkor már tapasztalt, nagy körültekintésű könyvárus volt, és ki a Németországban, Angliában és Franciaországban szerzett tapasztalatait igen jól tudta érvényesíteni. Pfeifer István 1871 óta vezette az üzletet, azonban eredetileg nem nevelkedett a könyvkereskedői pályán. Fűszerkereskedő volt és már meglett férfikorában vette át bátyja könyvkereskedését. Ezzel a Pfeifer-cég új stádiumba lépett, amennyiben új főnököt cserélt, ki azonban a régi tradícióban, ernyedetlen szorgalommal, páratlan munkássággal fejlesztette az üzletet tovább, de szép elismerésre méltó eredménnyel is, mert nem csak a nagyszámú igen előkelő vevőket tudta megtartani, de folyton újakat is tudott megnyerni. Pfeifer István testestől-lelkestől szortimenttel, így a kiadványi térről lassanként visszavonult, de annál nagyobb szeretettel ápolta a szortimentet. Ő a megtestesült puritánság, a munkásság embere, csak családjának és üzletének él. Bátyával együtt a Magyar Könyvkereskedők Egylete tagja volt. A Pfeifer-féle könyvkereskedés több mint ötven év óta fogalommá vált a főváros kultúréletében.
Pfeifer Ferdinánd, majd öccse Pfeifer István vezetése alatt a Pfeifer-féle könyvkereskedés évtizedeken át kedvelt találkozó helyévé vált mindazoknak a tekintélyes tényezőknek, melyek a politika és a tudomány, az irodalom és a katedra révén egy generáción át mérvadó szerepet játszani voltak hivatva, Magyarország társadalmi újjászületésében. Többek között kiadta Jókai Mór újabb regényeinek nagy részét, megindította a Nemzeti Színház könyvtárát. A Szervita-téri helyiségben, a mai Szénássy-féle üzlet helyén, sokszor megfordult maga Deák Ferenc is és gyakran folytak itt irodalmi és politikai eszmecserék alakjában heves szócsaták a szigorú kritikus Gyulai, Szilágyi, Csengery, Kemény, Eötvös között. Pfeifer Nándornak halála után, a könyvkereskedő üzlet otthagyta egykori hajlékát és a Kossuth Lajos-utcába költözködött át, ahol meg majd mindennap megjelent azóta Kautz Gyula fürge, agilis alakja. 1907-ben a Pfeifer család a Pfeifer Ferdinánd könyvkereskedő cég 50 éves jubileumát ünnepelte.
Pfeifer István 1909-ben elhunyt és ekkor fia Pfeifer Ferdinánd (1875–1955) vette át a könyvkereskedő üzletet.

## Házassága és leszármazottjai
Pfeifer István 1875. január 30-án a Pesten a belvárosi plébánián, feleségül vette a jómódú pesti nagypolgári Prückler családból származó Prückler Ilona Jozefa (Pest, 1853. január 17. –†Budapest, 1935. január 4.) kisasszonyt, akinek a szülei Prückler József (1804-1866) pékmester, pesti polgár, 1848-as alhadnagy, és Danner Anna (1809–1889) voltak. Az apai nagyszülei Prückler József Kalazancius (1778–1848) pékmester, választott pesti polgár, császári királyi százados, három bérpalota tulajdonosa, és Ottinger Klára (1781–1826) voltak. Pfeifer Istvánné Prückler Ilona leánytestvére Prückler Anna (1836–1911), aki felesége volt Pfeifer Ferdinándnak, Pfeifer István bátyjának. Egy másik leánytestvére Prückler Klára (1833–1907), akinek a férje Topits József (1824–1876), a Topits József fia gőztésztagyár alapítója, vezérigazgatója volt. Pfeifer István és Prückler Ilona esküvőjén a tanúk Topits József gőztésztagyáros és a bátaszéki származású Romeiser Vilmos (1824–1892), vaskereskedő, bérház-tulajdonos, akinek a felesége Pfeifer Magdolna, a vőlegény nővére volt. Pfeifer István és Prückler Ilona frigyéből született:
- Pfeifer Ferdinánd István (Budapest, 1875. november 22.–Budapest, 1955. december 21.), könyvkereskedő.[18]

- dr. Pfeifer István Rudolf (Budapest, 1880. szeptember 19.–Székesfehérvár, 1961. január 12.), székesfehérvári fül-, orr- gége és sebész szakorvos, belügyminisztériumi biztos.[19] Felesége: Topits Franciska Emília (Budapest, 1895. augusztus 19. Székesfehérvár, 1964. október 15.), Topits Alajos József pesti gőz-tésztagyárosnak a lánya.[20][21]

- Pfeifer Magdolna Ilka „Lenke” (Budapest, 1885. november 14. – Székesfehérvár, 1956. május 20.).[22] Férje: szalóki Navratil Ákos Ferenc Mihály (Budapest, 1875. május 20. – Budapest, 1952. február 29.) közgazdász, jogtudós, a Magyar Tudományos Akadémia rendes tagja, 1905-től 1918-ig a kolozsvári, 1918-tól 1948-ig a budapesti tudományegyetemen oktatott a közgazdaságtan és pénzügytan tanszékvezető egyetemi tanára.[23]